# JavaScript-фреймворк
JavaScript-фреймворк  — это фреймворк для приложений, написанный на языке программирования JavaScript. JavaScript-фреймворк отличается от Javascript-библиотеки потоком управления. Библиотека содержит функции для вызова родительским кодом, а фреймворк опирается на структуру приложения в целом. Разработчик не вызывает код фреймворка, напротив, фреймворк вызывает и пользуется кодом разработчика. Некоторые Javascript-фреймворки используют принцип MVC (model-view-controller), созданный для отделения частей веб приложения, с целью улучшения и расширяемости кода. Примеры Javascript-фреймворков: AngularJS, Ember.js, Vue.js.